# Ràdio Principat
Ràdio Principat fue una emisora de radio de Seo de Urgel, España, propiedad de la Diócesis de Urgel y gestionada a través de la sociedad limitada Ens de Comunicacions. Estuvo asociada a la cadena Ràdio Estel, de la Archidiócesis de Barcelona.
Sus estudios se encontraban en el Paseo del Parque 16-18 de Seo de Urgel lugar ocupado actualmente por la radio municipal.

## Historia
Ràdio Principat fue creada bajo el impulso del entonces Obispo de Urgel, Joan Martí i Alanis, iniciando las emisiones el 2 de marzo de 1998. Desde su puesta en marcha se asoció a Ràdio Estel (que por entonces sólo emitía en Barcelona), emitiendo en cadena su programación, con algunas desconexiones para programación local.
Ese mismo año 1998 Ràdio Principat puso en funcionamiento un repetidor en Andorra, cuyo territorio también forma parte de la Diócesis de Urgel. A mediados de los años 2000, gracias al denominado Plan Piloto, la Generalidad de Cataluña le cedió dos frecuencias (en Puigcerdá-Tosa d'Alp y en Lérida-Alpicat) para emitir en pruebas, como repetidores, de forma temporal. Posteriormente, en el concurso público organizado en 2008, obtuvo estas concesiones de forma definitiva.
En la Primavera de 2018 terminó su historia sustituida ahora si completamente por Ràdio Estel desapareciendo su indicativo RDS, web y el apartado en la web del Obispado.

## Frecuencias
- Andorra la Vieja: 107.5 FM
- Orgaña: 105.0 FM